# Io sono meridionale
Io sono meridionale è un album in studio di Tony Marciano, pubblicato nel 1988. 

## Descrizione
L'album, contenente 10 tracce, risulta essere uno degli album più venduti del cantante, con 150 000 copie vendute. I brani più noti dell'album furono Ho messo incinta la mia ragazza, l'omonima canzone Io sono meridionale ed Io e te, cantata in duetto con Maria Nazionale.

## Tracce
Testi e musiche di A.Casaburi/F.Chiaravalle tranne dove indicato.
1. Io sono meridionale
2. Ho messo incinta la mia ragazza
3. Tu mi usi
4. Ti porti l'estate
5. Io e te (con Maria Nazionale)
6. Si te perdo
7. Correre con te
8. Forse sì tu (A.Casaburi/C.Marciano/G.Variopinto)
9. Dichiarazione d'amore
10. Balleromane twist